# Tiranapakt

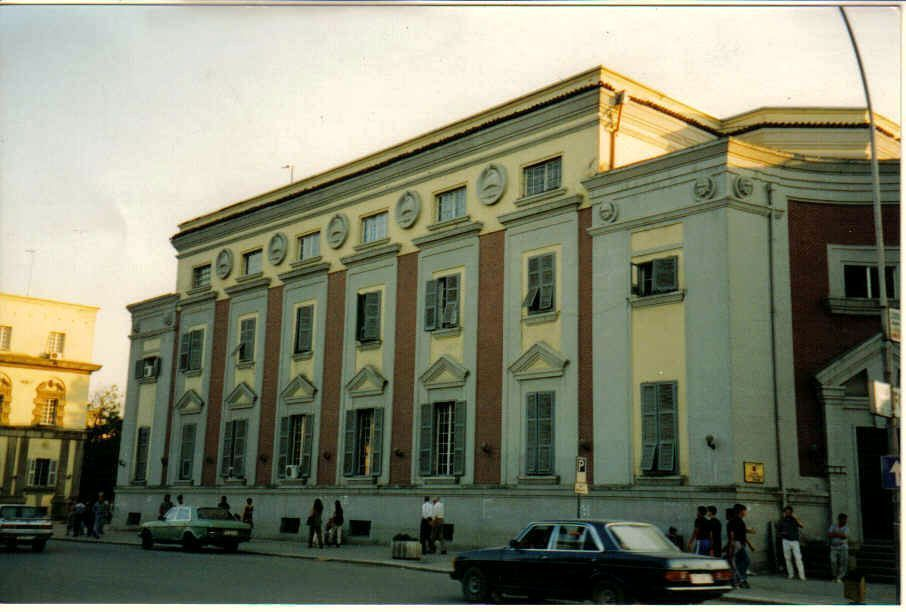
1930 erbautes Regierungsgebäude im Zentrum Tiranas, finanziert mit italienischen Geldern aus dem 2. Tiranapakt

Als Tiranapakt werden zwei Verträge (albanisch Paktet e Tiranës) zwischen Italien und Albanien bezeichnet, die 1926 und 1927 in der albanischen Hauptstadt Tirana unterzeichnet wurden. Durch die beiden Abkommen verstärkte sich zunehmend Albaniens wirtschafts- und finanzpolitische Abhängigkeit von Italien, die mit der Besetzung des Landes durch Italien ihren Höhepunkt nahm.

## Vorgeschichte
Nachdem Ahmet Zogu im Januar 1925 einerseits mit jugoslawischer Hilfe die Macht in Albanien übernommen hatte, versuchte er anschließend andererseits, den Einfluss Belgrads zu begrenzen. Gleichzeitig brauchte er Geldgeber, um im Lande investieren und seine Staatsausgaben bestreiten zu können, nicht zuletzt um damit auch seine Herrschaft zu stabilisieren. Als einziger Partner bot sich das faschistische Italien an – andere Großmächte zeigten kein Interesse und wollten die Italiener nicht verärgern. Mussolini verfolgte expansive Interessen auf dem Balkan, und in Albanien bot sich nun die Möglichkeit, direkten Einfluss zu nehmen.
Seit Mai 1925 schlossen beide Länder eine Reihe von Verträgen, die Tirana eng an Rom banden. Zuerst erhielten italienische Unternehmen das ausschließliche Recht, in Albanien Bergbau zu betreiben. Das albanische Parlament stimmte der Gründung einer nationalen Notenbank mit italienischem Kapital zu. Der Hauptsitz dieses albanischen Instituts war in Rom; dort entschieden nun italienische Bankiers über die albanische Währungspolitik. Italienische Schifffahrtsgesellschaften erhielten das Monopol für den Passagiertransport von und nach Albanien.
Ende 1925 wurde schließlich eine italienisch dominierte Gesellschaft für die wirtschaftliche Entwicklung Albaniens (SVEA) gegründet. Diese Gesellschaft lieh der albanischen Regierung Geld für Projekte im Straßenbau, der Landwirtschaft und verschiedener öffentlicher Arbeiten wie z. B. die Errichtung der Regierungsgebäude in Tirana. Selbst der Palast Zogus wurde, als dieser 1928 König geworden war, von dieser Gesellschaft finanziert. Die Zinsen für die Kredite waren extrem hoch. Weil das bettelarme Albanien nicht kreditwürdig war und andernorts kein Kapital aufnehmen konnte, war seine Regierung ganz auf die Entwicklungsgesellschaft angewiesen. Es war nicht davon auszugehen, dass Albanien die Kredite würde bedienen oder gar zurückzahlen können. Deshalb wurden sie von den Italienern, wie es wohl von Anfang an geplant war, in Zuschüsse umgewandelt, was von der albanischen Regierung aber mit weiteren politischen Zugeständnissen erkauft werden musste. Die Ausdehnung der italienischen Macht in Albanien wurde dann in den beiden Tiranapakten festgeschrieben. 
Die Italiener wollten vor allem Einfluss auf die albanische Polizei und das Militär bekommen. Zogu hatte sich zunächst gewehrt, wie von Italien gewünscht, Militärberater ins Land zu lassen. Als er aber durch einen Aufstand in Nordalbanien unter Druck geriet, gab er seinen Widerstand auf.

## Erster Tiranapakt
Der auf fünf Jahre festgesetzte „Freundschaft- und Sicherheitspakt“ wurde am 27. November 1926 unterzeichnet. Man vereinbarte unter anderem, dass beide Parteien keine eigenmächtigen Verträge mit Drittstaaten schließen sollten, wenn dies den Interessen des Partners zuwiderliefe. Damit richtete er sich potentiell gegen den SHS-Staat. In der Realität band diese Bestimmung de facto nur die albanische Seite. Außerdem wurden Albanien neue italienische Kredite und Hilfen bei der Bewaffnung und Ausbildung der Polizei zugestanden. Innenpolitisch wurde Zogu durch den Pakt gestärkt, weil er weiter auf die italienische Finanzhilfe zurückgreifen konnte und weil der Polizeiapparat gefestigt wurde, den er zur Unterdrückung seiner politischen Gegner brauchte.

## Zweiter Tiranapakt
Nachdem es im Sommer 1927 zu neuen Spannungen im jugoslawisch-albanischen Verhältnis gekommen war, schloss die albanische Regierung am 22. November 1927 ein Defensivbündnis mit Italien, das als 2. Tiranapakt in die Geschichte einging. Das Bündnis war mit einer Dauer von 20 Jahren geschlossen. Der Vertrag enthielt nicht nur militärische, sondern auch – wie bereits im 1. Tiranapakt – wirtschaftliche Bestimmungen. Albanien erhielt Anleihen und trat dafür unter anderem die Rechte an der Ölförderung an die Italiener ab. Rom erhielt weiteren Einfluss auf die albanische Armee und der italienischen Kriegsmarine wurde der Zugang zu den Häfen von Vlora und Durazzo gewährt. Man einigte sich auf den Bau einiger strategisch wichtiger Straßen, und auch im Bildungswesen musste Albanien nun italienischen Einfluss hinnehmen.

## Auswirkungen
Spätestens mit dem Abschluss des 2. Tiranapakts kam Albanien in eine kaum mehr lösbare Beziehung zu Italien. Außenpolitisch war der König nicht mehr in der Lage, Entscheidungen zu treffen, die Italien nicht gefielen (Erster Tiranapakt, der voraussah, dass die Länder keine Entscheidungen treffen würden, die nicht mit den Interessen des anderen harmonieren). 1934 scheiterte der Versuch, die einseitige Beziehung und wirtschaftliche Abhängigkeit von Italien durch den Abschluss von Handelsabkommen mit Griechenland und Jugoslawien etwas zu lockern. Italien stellte seine Finanzhilfen ein, bis Zogu die Verträge suspendierte. Schon 1932 und 1933 konnte die Regierung die Kredite gegenüber der SVEA nicht tilgen. Stattdessen musste sie weitere Zugeständnisse machen: Italien erhielt die Kontrolle über die Telegrafenverbindungen und das Monopol im Elektroenergiesektor. 
Mit den beiden Tiranapakten wurde eine Entwicklung eingeleitet, die mit der italienischen Besetzung im April 1939 endete.